# Astragalus horridus
Astragalus horridus es una especie de planta del género Astragalus, de la familia de las leguminosas, orden Fabales.

## Distribución
Astragalus horridus se distribuye por Irán.

## Taxonomía
Fue descrita científicamente por Boiss. Fue publicada en Diagn. Pl. Orient. ser. 1, 2: 66 (1843).